# Fugad
Fugad (románul: Ciuguzel) falu Romániában, Erdélyben, Fehér megyében.

## Fekvése
Nagyenyedtől keletre fekvő település.

## Története
Fugad Árpád-kori település. Nevét már 1177-ben említette oklevél Asszonynépének az aradi prépostság számára történt határjárásakor, Fugad területe ekkor Asszonynépéhez tartozott. 1317-ben pr. Fugud írásmóddal volt említve, 1319-ben pedig már megtelepült falu volt. 1317-ben és 1319-ben Lapád határosaként szerepelt. További névváltozatai: 1733-ban Csuguzel, 1750-ben Kis Csogody, 1808-ban Fügöd vel Füged h., Fügeden g., 1861-ben Fugad, Csugurel, 1888-ban Fugad (Csugazel), 1913-ban Fugad.
A trianoni békeszerződés előtt Alsó-Fehér vármegye Nagyenyedi járásához tartozott.

## Népessége
1910-ben 680 lakosából 637 román, 37 magyar volt. Ebből 630 görögkatolikus, 29 református, 8 evangélikus volt.

## Látnivalók
- Bánffy-kastély